# Bernardino de Santiago
Bernardino de Santiago (Santiago de la Puebla, Salamanca, ? - † 1547) fue un militar español, miembro del ejército de Hernán Cortés, con el que participó en el descubrimiento y conquista de Nueva España, Pánuco, Coatzacoalcos y Guatemala. 